# Kanak Chapa
Kanak Chapa (bengalí: রুমানা মোর্শেদ কনকচাঁপা)  (Dacca, 11 de setembre de 1969) és una cantant de Bangladesh. Va rebre tres vegades el Premi Nacional de Cinema de Bangladesh a la millor cantant de playback, per la seva interpretació a les pel·lícules Love Story (1995), Premer Taj Mahal (2001) i Ek Takar Bou (2008). Va publicar la seva autobiografia Sthobir Jajabor el 2011 i un poemari Mukhomukhi Joddha el 2012.
Va cantar més de 3500 cançons, i va fer playback en unes 2000 pel·lícules.  S'han publicat uns 40 àlbums d'ella. Ha actuat en més de 4000 espectacles escènics. Havia compartit escenari amb artistes com Subir Nandi, Andrew Kishore, Kumar Bishwajit, Monir Khan i altres artistes de Bangladesh.